# Alter ego

Un alter ego (din latină alt eu) reprezintă o persoană asemănătoare cu o alta într-o măsură atât de mare, încât cele două pot fi confundate sau se pot substitui reciproc. Astfel de persoane sunt foarte apropiate, fie prieteni, fie membri ai unei aceleiași familii.
Termenul este folosit în analiza literară pentru a descrie personajele identice din punct de vedere psihologic.
Un sens distinct pentru alter ego poate fi găsit în analiza literară, în care se descriu caracterele în diferite lucrări care sunt similare psihologic, sau un personaj fictiv al cărui comportament, de vorbire sau gânduri reprezintă în mod intenționat cele ale autorului. În mod similar, alter ego-ul poate fi aplicat la rolul sau persoana luată de către un actor.